# TuS Lübeck 93
Der TuS Lübeck 93 ist ein Sportverein aus dem Lübecker Stadtteil St. Gertrud.

## Geschichte
Der Verein wurde am 23. September 1893 als „Arbeiter-Turnverein“ Lübeck (ATV) gegründet. Nach dem Zweiten Weltkrieg wurde der Verein neu gegründet als ATSV Lübeck, da sich der Verein unter dem Druck des NS-Regimes auflösen musste. Im Jahre 1958 beschloss man den Vereinsnamen auf Turn- und Sportverein Lübeck von 1893 e.V zu ändern.

## Sportarten
Aroha/Pilates, Badminton, Basketball, Boule, Bowling, Cheerleading, Eltern/Kind-Turnen, Fitness, Fußball, Gymnastik, Handball, Kegeln, Kita-Kinder, Judo, Jugger, Ju-Jutsu, Leichtathletik, Reha-Behindertensport, Rollsport, Rugby, Turnen, Tennis, Tischtennis, Volleyball, Zumba.

## Fußballabteilung
Die Fußballer gehörten im Jahre 1948 zu den Gründungsmitgliedern der Bezirksklasse Süd. Drei Jahre später gelang der Aufstieg in die seinerzeit zweitklassige Landesliga Schleswig-Holstein, wo die Mannschaft auf die lokalen Aushängeschilder VfB und Phönix traf. Als Tabellenletzter musste ATSV sofort wieder absteigen. Nach dem sofortigen Wiederaufstieg konnte sich die Mannschaft nun für zwei Jahre im schleswig-holsteinischen Oberhaus halten, ehe der zweite Abstieg folgte. Erst nach dem dritten Aufstieg im Jahre 1956 konnte sich die ATSV-Mannschaft in der Landesliga etablieren.
Nach der Umbenennung in TuS 93 erreichte die Mannschaft in der Saison 1961/62 mit Rang fünf seinen sportlichen Zenit. Schon zwei Jahre später folgte der erneute Abstieg und in der Folgezeit rutschte die Mannschaft in die Bezirksliga ab. Daraufhin wurde die Jugendarbeit intensiviert. In den späten 1960er und frühen 1970er Jahren wurde die A-Jugend des Vereins fünfmal in Folge Landesmeister. Im Jahre 1973 gelang dank des besseren Torverhältnis gegenüber dem SV Fehmarn der Aufstieg in die Verbandsliga Süd. Dort wurde der Klassenerhalt verfehlt.
Die 93er pendelten nun zwischen Bezirksliga und Bezirksklasse und mussten 1999 erstmals in die Kreisliga absteigen. Nach einer zwischenzeitlichen Rückkehr in die Bezirksliga verpasste die Mannschaft im Jahre 2008 die Qualifikation für die neu geschaffene Verbandsliga. Als Vizemeister der Kreisliga Lübeck/Lauenburg gelang im Jahre 2010 der Aufstieg in die Verbandsliga Süd-Ost. Im Jahr 2016 stieg die Mannschaft in die Kreisklasse A ab, zwei Jahre später gelang der Wiederaufstieg in die Kreisliga.

## Handballabteilung

### Frauen
Die Damen-Mannschaft spielte viele Jahre in der höchsten Spielklasse Schleswig-Holsteins, der Oberliga. Im Sommer 2009 zog TuS Lübeck jedoch seine Mannschaft zurück.

### Männer
Die Herren wurden 2003 Meister der Bezirksklasse. Schon zwei Jahre danach Meister der Bezirksliga. Der Aufstieg in die Oberliga gelang dann in der Saison 2006/07. Man stieg jedoch direkt wieder in die neu gegründete Landesliga ab. 2010 verpasste man die Qualifikation zur neugegründeten Schleswig-Holstein Liga. In der Saison 2015/16 trat der TuS Lübeck 93 in der Oberliga an.

## Größte Erfolge
- Die Handball-Herren spielen 1978/79 in der Handball-Regionalliga Nord (heute 2. Bundesliga)
- Handball-Damen werden 2008 Vizemeister der Oberliga
- 2007 wurde Ibo Koc Landesmeister Ju-Jutsu Fighting[4]
- Mehrfache gewonnene Landesmeisterschaften der Cheerleader und Top-10-Platzierungen bei deutschen Meisterschaften und auch Gewinner der deutschen Meisterschaft[5]
- Leichtathletik: Mehrfacher Landesmeister 4 × 100-m-Staffel mit Sebastian Moll, Henrik Haberlah, Thoren Grube, Sebastian Becker

## Persönlichkeiten
- Angie Geschke, Handballnationalspielerin
- Uwe Gatermann, Leichtathlet, Geher in der deutschen Nationalmannschaft und Langstreckenläufer